# After the Storm
After the Storm é o quarto álbum de estúdio da cantora de norte-americana Monica. Foi lançado em 17 de junho de 2003, através da J Records. Criado durante um período de três anos, em que Monica passou por dificuldades pessoais e sua versão original, All Eyez on Me (2002), foi adiada várias vezes após o sucesso moderado do single "All Eyez on Me", bem como seu vazamento na Internet devido a pirataria após seu lançamento no Japão, Monica decidiu descartar grande parte do álbum em favor de um novo material para o qual ela consultou novos colaboradores, como Missy Elliott, que receberia o crédito de produtora executiva devido à sua participação predominante no álbum. 
O álbum estreou na primeira posição da Billboard 200, tornando-se o primeiro álbum de Monica a conquistar o feito, e vendeu 185.000 cópias em sua primeira semana. Produziu três singles que obtiveram sucesso nas paradas da Billboard, incluindo "So Gone", e recebeu o certificado de ouro da Recording Industry Association of America (RIAA) pelas mais de 500.000 cópias vendidas nos Estados Unidos. After the Storm recebeu avaliações predominantemente mistas e positivas dos críticos musicais. Em novembro de 2014, o álbum já havia vendido 1.070.000 cópias nos Estados Unidos.

## Antecedentes
Após o lançamento de seu segundo álbum, The Boy Is Mine (1998), e sua contribuição à canção "I've Got to Have It", uma colaboração com Jermaine Dupri e Nas, gravada para a trilha sonora do filme de comédia Vovó... Zona (2000), Monica entrou em um hiato de sua carreira musical. Durante o hiato, ela realizou negociações para participar da série de drama de J. J. Abrams, Felicity (1998-2002), e o filme Amor ou Amizade (2000), além de conseguir um papel no drama Tempo de Ser Livre (2000), da MTV Films.[carece de fontes?] Em uma entrevista à MTV News durante a promoção da competição Jingle Jam Talent Search da Oscar Mayer em junho de 2000, Monica revelou que ela estava planejando iniciar os trabalhos para seu terceiro álbum durante o verão, com um primeiro single devendo ser lançado em outubro daqueles mesmo ano.
No mês seguinte, tribulações pessoais interromperam temporariamente a produção do álbum, quando seu amigo e ex-namorado Jarvis "Knot" Weems cometeu suicídio. Knot deixou para trás uma filha de um relacionamento anterior, que Monica cuidou depois de entrar em hiato. Ela eventualmente retomou o trabalho em seu terceiro álbum no outono de 2001, envolvendo seu habitual estábulo de produtores como Dallas Austin, a equipe de produção Soulshock & Karlin, Jermaine Dupri e Rodney Jerkins e sua equipe Darkchild. Embora originalmente planejado para ser lançado em todo o mundo, All Eyez on Me foi lançado no Japão em 21 de outubro de 2002. O lançamento nos Estados Unidos foi inicialmente programado para julho de 2002 e, então, adiado para setembro antes de uma data final em 12 de novembro.[carece de fontes?] No entanto, enquanto ocorria a preparação para o lançamento doméstico, All Eyez on Me havia estava sendo bastante pirateado no Japão e havia se tornado disponível através de serviços de compartilhamento de arquivos na Internet. Além disso, os dois primeiros singles do projeto, "All Eyez on Me" e "Too Hood", obtiveram sucesso moderado nas tabelas musicais.

## Lista de faixas
| After the Storm – Edição padrão |                                      |                                                             |                                         |         |  |
| N.º                             | Título                               | Compositor(es)                                              | Produtor(es)                            | Duração |  |
| 1.                              | "Intro"                              | Melissa Elliott                                             | Elliott                                 | 1:04    |  |
| 2.                              | "Get It Off" (part. de Dirtbag)      | Elliott Herbet Jordan Craig Brockman Steve Standard Dirtbag | Elliott DJ Scratchator [a] Brockman [b] | 4:19    |  |
| 3.                              | "So Gone"                            | Elliott Kenneth Cunningham Jamahl Rye Zyah Ahmounel         | Elliott Spike & Jamahl [a]              | 4:02    |  |
| 4.                              | "U Should've Known Better"           | Monica Denise Jermaine Dupri Harold Lilly                   | Dupri Bryan-Michael Cox [a]             | 4:17    |  |
| 5.                              | "Don't Gotta Go Home" (part. de DMX) | Antoine Macon Ryan Bowser Earl Simmons                      | BAM & Ryan                              | 3:55    |  |
| 6.                              | "Knock Knock"                        | Elliott Ryan Bowser Kanye West Lee Hatim                    | Elliott Ryan Bowser West [a]            | 4:18    |  |
| 7.                              | "Breaks My Heart"                    | Carsten Shack Kenneth Karlin Shamora Crawford               | Soulshock & Karlin                      | 4:26    |  |
| 8.                              | "I Wrote This Song"                  | Arnold Shack Karlin Crawford Damon Sharpe Shuggie Otis      | Soulshock & Karlin                      | 3:48    |  |
| 9.                              | "Ain't Gonna Cry No More"            | Arnold Fred Jerkins III LaShawn Daniels                     | Rodney "Darkchild" Jerkins              | 4:10    |  |
| 10.                             | "Go to Bed Mad" (part. de Tyrese)    | Macon Bowser Andre Deyo                                     | BAM & Ryan                              | 4:37    |  |
| 11.                             | "Hurts the Most"                     | Shack Peter Biker Crawford                                  | Soulshock & Karlin Biker                | 4:44    |  |
| 12.                             | "That's My Man"                      | Arnold Jazze Pha Johntá Austin                              | Pha                                     | 4:34    |  |
| 13.                             | "Outro"                              | Eliott                                                      | Elliott Brockman                        |         |  |
| Duração total:                  | Duração total:                       | Duração total:                                              | Duração total:                          | 48:14   |  |

| After the Storm – Edição estadunidense e lançada para streaming |                                           |                               |                  |         |  |
| N.º                                                             | Título                                    | Compositor(es)                | Produtor(es)     | Duração |  |
| 13.                                                             | "So Gone (Remix)" (part. de Busta Rhymes) | Arnold Elliott Cunningham Rye | Elliott Brockman | 4:20    |  |
| Duração total:                                                  | Duração total:                            | Duração total:                | Duração total:   | 52:34   |  |

| After the Storm – Edição europeia e japonesa (faixa bônus) |                  |                                          |                |         |  |
| N.º                                                        | Título           | Compositor(es)                           | Produtor(es)   | Duração |  |
| 14.                                                        | "All Eyez on Me" | Arnold Daniels Quincy Jones James Ingram | Darkchild      | 4:03    |  |
| Duração total:                                             | Duração total:   | Duração total:                           | Duração total: | 52:17   |  |

| After the Storm – Edição limitada (CD bônus) e deluxe digital (disco dois) |                                          |                                                 |                 |         |  |
| N.º                                                                        | Título                                   | Compositor(es)                                  | Produtor(es)    | Duração |  |
| 1.                                                                         | "Too Hood" (part. de Jermaine Dupri)     | Arnold Dupri Lilly                              | Dupri Cox [a]   | 4:04    |  |
| 2.                                                                         | "Down 4 Whatever"                        | Arnold Daniels                                  | Darkchild       | 4:47    |  |
| 3.                                                                         | "What Part of the Game" (part. de Mia X) | Arnold Mia Young Raymond Pool Percy Chad Butler | Jasper Da Fatso | 4:43    |  |
| 4.                                                                         | "Searchin'"                              | Arnold Lilly                                    | Cox             | 4:38    |  |
| 5.                                                                         | "So Gone" (video)                        |                                                 |                 | 4:01    |  |
| Duração total:                                                             | Duração total:                           | Duração total:                                  | Duração total:  | 17:30   |  |

Notas
- ↑a  denota um co-produtor
- ↑b  denota um produtor adicional

Créditos de samples
- "Get It Off" contém sample de "Set It Off" (1984) de Strafe.
- "So Gone" contém sample de "You Are Number One" (1976) de The Whispers.
- "Knock Knock" contém sample de "It's a Terrible Thing to Waste Your Love" (1976) de The Masquerades.
- "I Wrote This Song" contém sample de "Aht Uh Mi He'd" (1970) de Shuggie Otis.
- "All Eyez on Me" contém sample de "P.Y.T. (Pretty Young Thing)" (1982) de Michael Jackson.
- "What Part of the Game" contém sample de "Break 'Em Off Somethin'" (1996) de Pimp C.